# Yasha Jackson
Yasha Jackson (* in Washington, D.C.) ist eine US-amerikanische Schauspielerin und Synchronsprecherin.
Jackson ist vor allem durch Nebenrollen in Fernsehserien einem breiteren Publikum bekannt. Sie verkörperte in einer Folge der Serie Black Mirror (2016) die Rolle der Emily (Folge 04x06). Weitere Auftritte hatte sie Gouge (2013), Nurse Jackie (2014) oder One Bad Choice (2015). Sie übernahm auch im Computerspiel Grand Theft Auto V die Stimme der Tanisha Jackson.

## Filmografie (Auswahl)
- 2013: Gouge (Kurzfilm)
- 2014: Hot Mess (Fernsehserie)
- 2014: Nurse Jackie (Fernsehserie, 1 Episode)
- 2014: Forever (Fernsehserie, 1 Episode)
- 2015: One Bad Choice (Fernsehserie)
- 2017: Black Mirror (Fernsehserie, 1 Episode)
- 2017: The Get Down (Fernsehserie)
- 2021: The Flight Attendant (Fernsehserie)
- 2021: Clifford der große rote Hund (Clifford the Big Red Dog)
- 2021: Küss mich, Mistkerl! (The Hating Game)
- 2024: Space Cadet